# Zoran Mijanović
Zoran Mijanović (Novi Sad, 5 giugno 1974) è un ex calciatore serbo, di ruolo portiere.

## Carriera

### Club
Mijanović cominciò la carriera con la maglia del Vojvodina, prima di passare ai portoghesi del Farense ad ottobre 1998. Nel 2002, militò nelle file dei polacchi del Legia Varsavia. Rimase inattivo dal 2003 al 2005, per poi tornare a calcare i campi da calcio con il Bihor Oradea, formazione militante nelle serie inferiori del campionato rumeno. Ritornò poi in Portogallo, all'Olhanense, prima di rientrare in patria per difendere i pali del Bežanija. Nel 2008, fu ingaggiato dai norvegesi del Nybergsund-Trysil. Debuttò nell'Adeccoligaen in data 17 agosto, quando fu titolare nella vittoria per 2-1 sul Kongsvinger. Vi rimase fino al termine del campionato 2011, che si concluse con una retrocessione, per poi ritirarsi.